# Borani
I borani sono composti chimici costituiti da boro e idrogeno.
I più leggeri tra essi sono composti poco stabili e infiammabili - bruciano facilmente con una fiamma dal tipico colore verde - ma la loro stabilità cresce al crescere del peso molecolare; il decaborano, ad esempio, è un solido cristallino stabile, che non reagisce spontaneamente né con l'aria né con l'acqua.
La struttura chimica dei borani è a corredo carente di elettroni e non viene adeguatamente spiegata dalla formazione di legami covalenti classici; la struttura dei borani prevede infatti la formazione di legami chimici tricentrici (3c,2e), ovvero legami covalenti in cui il doppietto elettronico è esteso su tre atomi anziché su due.

## Storia
Fu il chimico tedesco Alfred Stock il primo a caratterizzare la serie dei borani per analogia con quella degli alcani. I borani rimasero tuttavia una curiosità da laboratorio fino alla seconda guerra mondiale, quando il boroidruro di uranio fu oggetto di indagine per la messa a punto di processi per l'arricchimento isotopico dell'uranio. Herbert C. Brown (Premio Nobel per la chimica nel 1979) iniziò a studiare i borani presso l'Università di Chicago nel 1942 all'interno di questo progetto. La struttura fu risolta da William Lipscomb premio Nobel per la chimica nel 1976.
I reagenti a base di borani sono oggi molto noti e sfruttati nella sintesi di composti organici; il boroidruro di sodio è un reagente comunemente utilizzato per ridurre aldeidi e chetoni ad alcoli.
Sia gli Stati Uniti che l'Unione Sovietica tra gli anni cinquanta e  sessanta investirono parecchie risorse nello studio di carburanti ad alta energia basati sui borani da impiegarsi in aerei superveloci quali l'XB-70 Valkyrie. Lo sviluppo della tecnologia dei missili terra-aria rese però gli aerei superveloci poco convenienti e questi studi vennero accantonati. I borani sono ancora oggi usati per alimentare i motori dell'aereo SR-71 Blackbird.

## Struttura chimica
La struttura e la reattività chimica dei borani sono essenzialmente dipendenti dal fatto che il boro possiede tre elettroni spaiati da impiegare per la formazione di legami e quattro orbitali in cui allocarli. Nel legarsi a tre atomi di idrogeno come nella molecola del borano, BH3, al boro rimane un orbitale p vuoto; questa insaturazione rende la molecola molto reattiva: il borano infatti con facilità dimerizza diventando diborano, B2H6, oppure forma clusters composti da numerosi atomi di boro. Le strutture più stabili sono caratterizzate da formula generale [BnHn]2- (n compreso tra 5 e 12), BnHn+4 e BnHn+6.
La formazione del dimero o dei clusters compensa la lacuna elettronica del boro attraverso il prodursi di legami detti tricentrici B-H-B, ossia legami in cui il doppietto elettronico lega tre atomi anziché due ed in cui ogni atomo di boro assume l'usuale geometria tetraedica
```
H   H       H   H                H   H   H                
 \ /         \ /                  \ / \ /                  
  B     +     B      ----->        B   B          
  |           |                   / \ / \                  
  H           H                  H   H   H
```

### Regole di Wade e Mingos
Tramite le regole empiriche messe a punto da Wade e Mingos, negli anni 1970, è possibile determinare in modo non ambiguo la struttura geometrica di un cluster, nota la sua formula bruta o il computo degli elettroni dello scheletro molecolare. Si tratta di deltaedri, poliedri a facce triangolari, la cui geometria è legata al numero di atomi di boro.
- diborano, B2H6
- pentaborano-[9], B5H9
- decaborano-[14], B10H14
- B12H122-

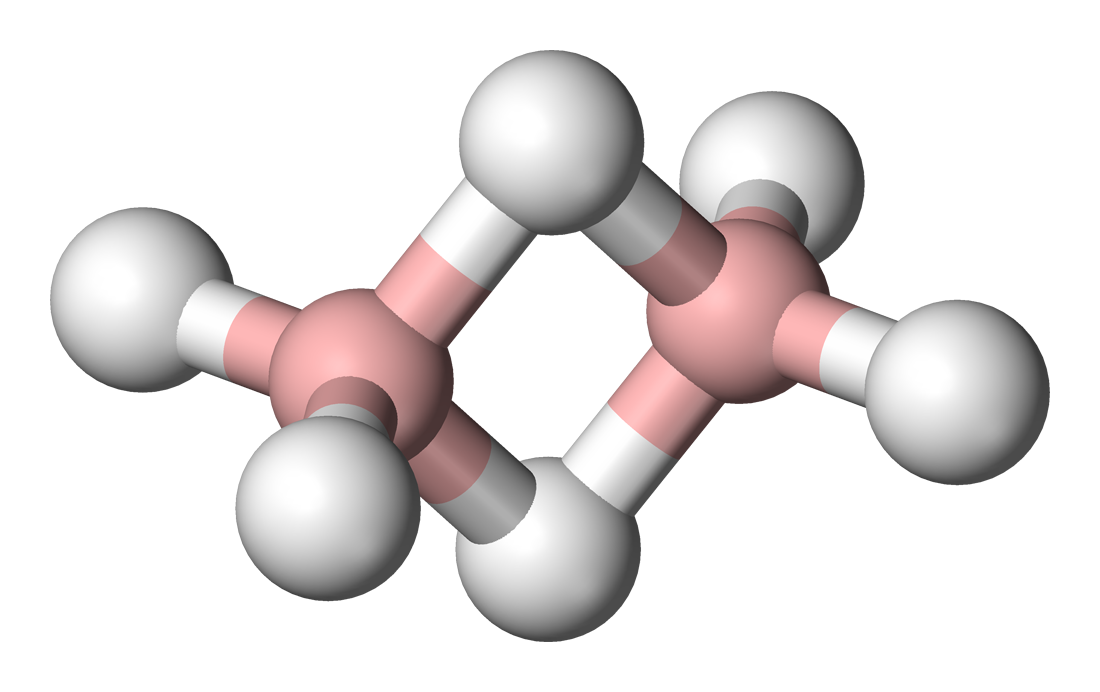
diborano, B_{2}H_{6}
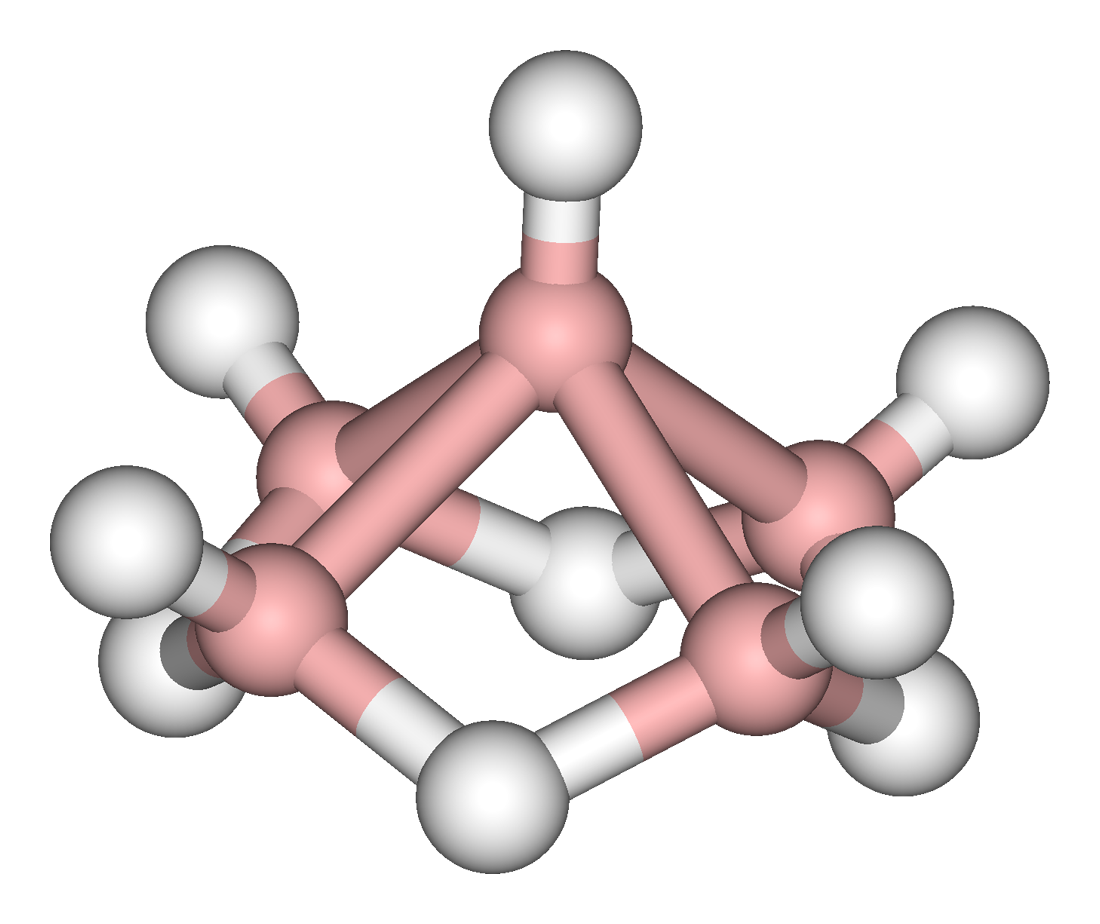
pentaborano-[9], B_{5}H_{9}
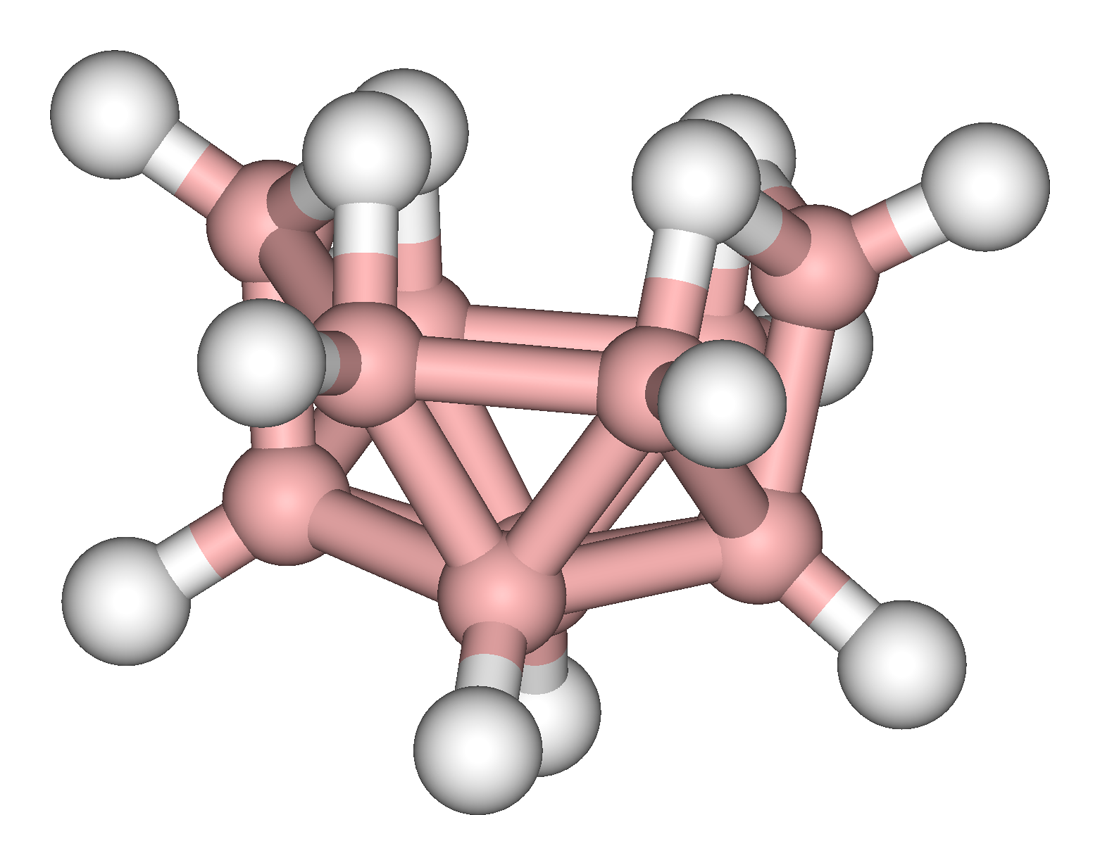
decaborano-[14], B_{10}H_{14}
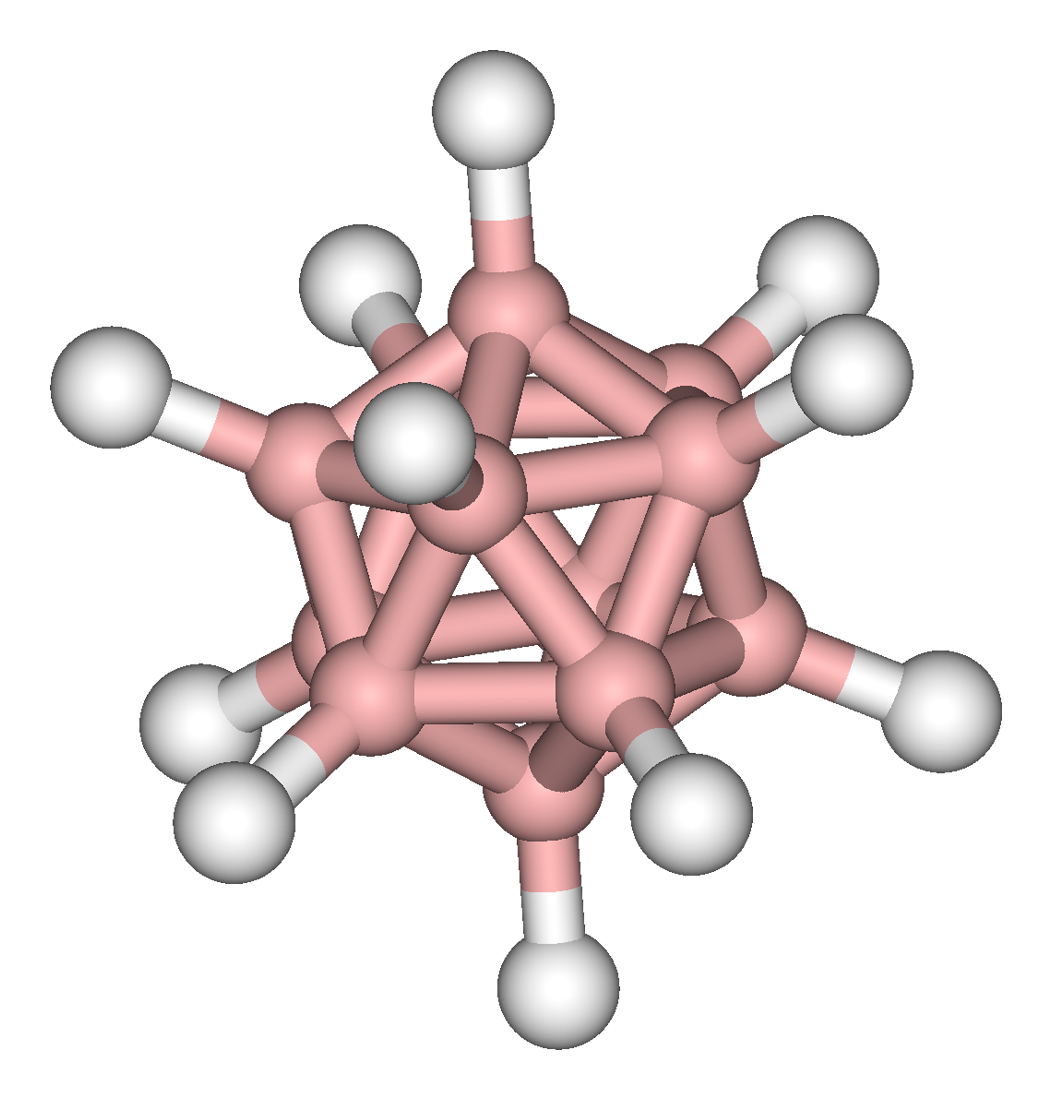
B_{12}H_{12}^{2-}

Ogni frammento B-H contribuisce con una coppia di elettroni al computo totale relativo all'intera struttura, mentre ogni singolo H contribuisce con un solo elettrone. Nel caso in cui siano presenti cariche negative, occorre anche tenere conto di queste.
| Struttura | Formula generale | Coppie elettroniche dello scheletro |
| --------- | ---------------- | ----------------------------------- |
| closo-    | [BnHn]2-         | n+1                                 |
| nido-     | BnHn+4           | n+2                                 |
| aracno-   | BnHn+6           | n+3                                 |
| ifo-      | BnHn+8           | n+4                                 |

I nomi delle strutture derivano dalla lingua greca e in italiano significano gabbietta (closo), ragno (aracno) e rete (ifo).
Facciamo un esempio pratico dell'applicazione delle regole di Wade e Mingos. Si voglia determinare la geometria molecolare di B5H9. Dalla formula generale BnHn+4 si ricava che trattasi di nido-B5H9. Ma analizziamo anche il problema dal punto di vista del calcolo delle coppie elettroniche: si possono distinguere 5 frammenti B-H, con un contributo di 5 coppie elettroniche, e altri 4 H che contribuiscono con due coppie; il computo totale risulta essere 5+2=7 coppie, che si accorda con la regola n+2 che identifica le strutture nido-.
La validità delle regole di Wade e Mingos è confermata dai calcoli degli orbitali molecolari. Infatti il computo totale degli elettroni corrisponde al totale riempimento degli orbitali leganti, con formazione quindi di una struttura stabilizzata.

## Applicazioni industriali
Il diborano viene prodotto industrialmente in quantità dell'ordine delle migliaia di tonnellate/anno. Trova impiego come agente drogante nei semiconduttori e come reattivo nelle sintesi di composti organici, sfruttando la reazione di idroborazione.
Viene preparato per reazione dell'acido solforico con il boroidruro di sodio; industrialmente viene sintetizzato riducendo il borace con alluminio e idrogeno usando come  catalizzatore del cloruro di alluminio.

## Precauzioni
I borani sono considerati mediamente tossici ed i più leggeri tra essi sono facilmente infiammabili per esposizione all'aria. Per tale ragione spesso è necessario lavorare con i borani in condizioni particolari che prevedono ad esempio l'uso di linee da vuoto o atmosfere inerti.